# غورد غالانت
غورد غالانت هو لاعب هوكي الجليد كندي، ولد في 27 أكتوبر 1950 في Shediac ‏ في كندا.

## وصلات خارجية
- غورد غالانت على موقع دوري الهوكي الوطني (الإنجليزية)
- غورد غالانت على موقع EliteProspects.com (الإنجليزية)
- غورد غالانت على موقع HockeyDB.com (الإنجليزية)